# 花旗集团中心 (悉尼)

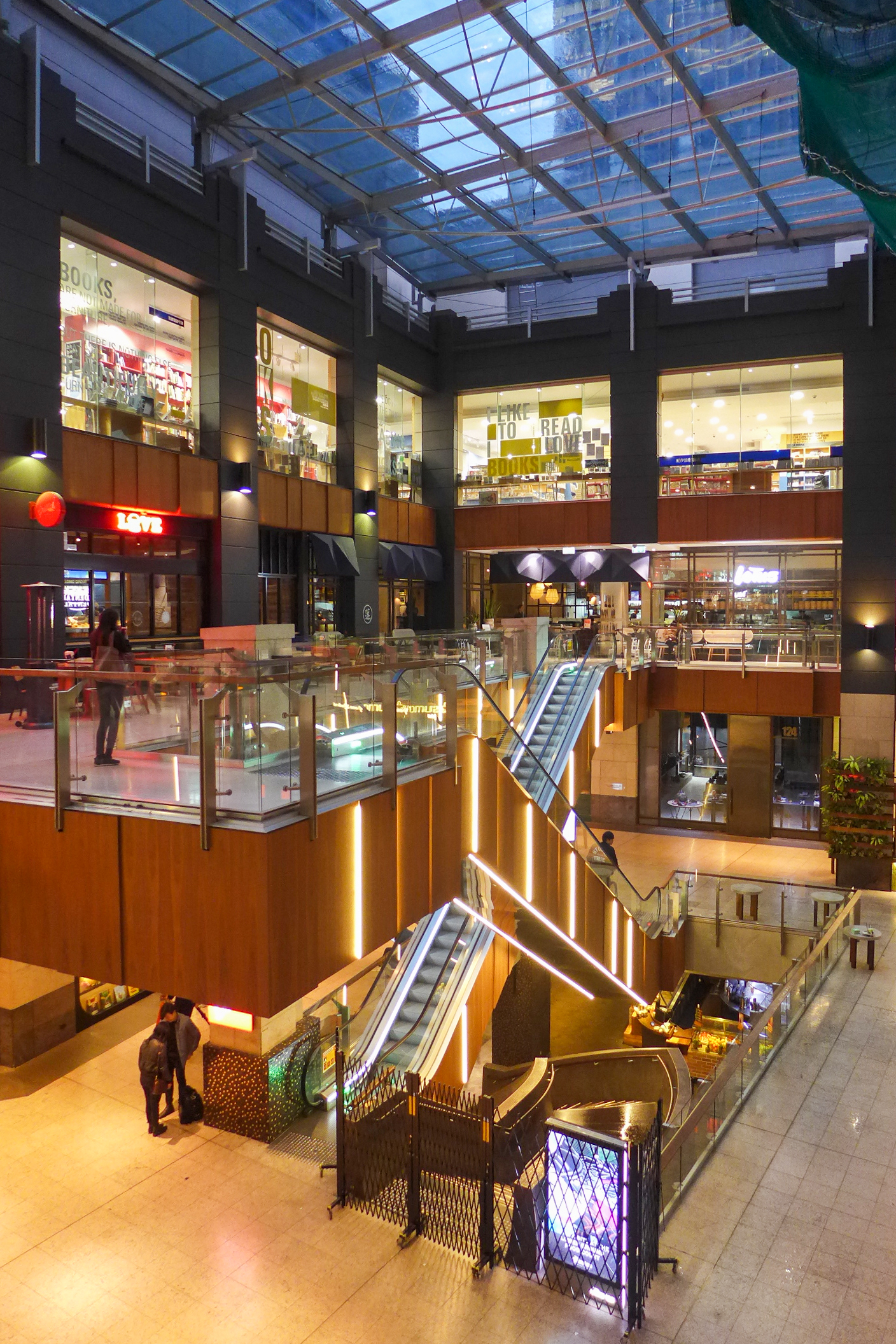
The Galeries商場

花旗集团中心（英語：Citigroup Centre）坐落在澳大利亚新南威尔士州首府悉尼，是一个243（797英尺）高的摩天大楼。该建筑在2000年建成时是澳大利亚第8高的建筑并且至今仍在澳大利亚前10高的建筑之列。根据塔尖的高度，花旗集团中心也是悉尼第二高的建筑。其建筑师是Crone和Associates。
该建筑有41层办公区，5层地下停车区和4层名为“The Galeries”的商业空间。地下的零售拱廊把地下一层和市政厅火车站以及维多利亚女王大厦连接起来。